# Азербайджано-нигерийские отношения
Азербайджано-нигерийские отношения – двусторонние дипломатические отношения между Азербайджанской Республикой и Федеральной Республикой Нигерия в политической, социально-экономической, культурной и других сферах.

## Дипломатические отношения
Правительство Нигерии признало независимость Азербайджана 11 марта 1992 года. Дипломатические отношения между Азербайджаном и Нигерией впервые были установлены 11 марта 1992 года. Чрезвычайным Послом Нигерии в Азербайджане является Гамзат Ибрагим.
Обе страны являются участниками Движения неприсоединения и Организации исламского сотрудничества.
21-31 января 2016 года в ходе 26-го заседания Африканского Союза в городе Аддис-Абеба состоялась встреча Посла Азербайджана в Нигерии Эльмана Абдуллаева с министром иностранных дел Нигерии Джоффри Оньеама. Была отмечена необходимость создания договорно-правовой базы.

## Экономическое сотрудничество
В ноябре 2009 года в Нигерии открылось представительство SOCAR Trading.
В марте 2019 года руководство Торгового дома Государственной нефтяной компании Азербайджана - SOCAR Trading заявило о своём стремлении продлить контракт по экспорту сырой нефти, подписанный с Государственной национальной нефтяной корпорацией Нигерии NNPC.
Согласно статистическим данным, ежемесячно SOCAR экспортирует приблизительно 1 миллион баррелей сырой нефти в Нигерию.
Согласно статистическим данным торгового отделения Организации Объединённых Наций (COMTRADE), в 2017 году объём экспорта стекла в Нигерию составил 420 долларов США. 
Согласно статистическим данным торгового отделения Организации Объединённых Наций (COMTRADE), в 2018 году объём экспорта мыла, воска, свечей в Нигерию составил 339 долларов США.
Согласно статистическим данным торгового отделения Организации Объединённых Наций (COMTRADE), в 2018 году объём экспорта железа и стали в Нигерию составил 621 долларов США.
Согласно статистическим данным торгового отделения Организации Объединённых Наций (COMTRADE), в 2019 году объём экспорта механического оборудования в Нигерию составил 120.59 тысяч долларов США.
Начиная с 2019 года Азербайджан экспортирует в Нигерию такие фрукты, как вишня, гранат и т.д.
Планируется создание межправительственной комиссии (МПК) для расширения сотрудничества в сфере экономики.

### Товарооборот (тыс. долл)
| Год  | Экспорт Азербайджана | Импорт Азербайджана | Сумма товарооборота |
| ---- | -------------------- | ------------------- | ------------------- |
| 2020 | 156,69               | 191,27              | 347,96              |
| 2021 | 84,70                | 72,78               | 157,48              |
| 2022 | 471,06               | 40,82               | 511,88              |
| 2023 | 463,61               | 13,44               | 477,05              |

## Военно-техническое сотрудничество
7 февраля 2019 года заместитель министра обороны Азербайджана, командующий военно-воздушными силами Азербайджана генерал-лейтенант Рамиз Таиров встретился с делегацией, возглавляемой командующим военно-воздушных сил Нигерии Садиг Баба Абубакром в ходе его визита в Азербайджан. Были обсуждены перспективы сотрудничества в военной сфере.

## Культурные связи
Планируется проведение совместных культурных фестивалей.
Студенты Нигерии обучаются в высших учебных заведениях Азербайджана.
В Нигерии действует организация «Друзья Азербайджана».
В 2018 году в Лагосе прошёл вечер азербайджанской музыки «Шелковый путь», посвящённый 100-летию АДР с участием тариста Сахиба Пашазаде, пианистки Саиды Зульфугаровой, и 10-дневный музыкальный фестиваль «Когда встречаются Запад и Восток».

## Гуманитарная помощь
В 2008 году правительство Азербайджана оказало финансовую помощь в размере 10 тысяч долларов США с целью оказания поддержки Нигерии в её инициативе «Глобальная инициатива по ликвидации полиомиелита» во Всемирной Организации Здравоохранения (ВОЗ).
14-22 мая 2013 года по инициативе Агентства международного развития Азербайджана, Агентства международного сотрудничества при Президенте Колумбии, Организации Исламского сотрудничества (ОИС), Высшей школы нефти Азербайджана был организован курс обновления «Инженерии и Инноваций в технике нефтепереработки». 14 экспертов из Колумбии и ряда африканских стран (Нигерия, Алжир, Ангола, Камерун, Чад, Кот д'Ивуар, Египет, Ливия, Мавритания, ЮАР, Судан) приняли участие в мероприятии.
В 2017 году руководство Агентства международного развития Азербайджана оказало финансовую помощь жителям Сомали, Йемена, Южного Судана, северо-восточной Нигерии в размере 50 тысяч долларов США для предотвращения культурного кризиса.
Распоряжениями Президента Азербайджана 6 декабря 2017 года и 10 января 2018 года были утверждены «Образовательная грантовая программа для граждан стран-членов Организации исламского сотрудничества» и «Образовательная грантовая программа для граждан стран-членов Движения неприсоединения". Образовательные грантовые программы доступны для бакалавриата, аспирантуры, докторантуры, базового образования и резидентуры по программам медицинского образования. В общей сложности 40 граждан из 14 стран Организации исламского сотрудничества (ОИС) и 15 стран Движения неприсоединения (по 20 абитуриентов на программу) получили право учиться в азербайджанских университетах. В настоящее время граждане Нигерии обучаются в Азербайджане в рамках образовательных грантовых программ.

## Международное сотрудничество
На международной арене сотрудничество между странами осуществляется в рамках различных международных организаций: Организация Исламского сотрудничества (ОИС) и т.д.
Обе страны являются членами Международной Академии Цитологии.
В марте 2017 года по инициативе Международной женской организации Нигерии в городе Лагос была проведена детская благотворительная акция «Маленький мир». С азербайджанской стороны принимали участие министр культуры Азербайджана, члены дипломатического корпуса, журналисты и т.д.